# Charles Kessler
Pour les articles homonymes, voir Kessler.
Charles Kessler (né le  17 novembre 1836 à Nancy - mort le 11 décembre 1916 à Paris) est un général de division français.

## Biographie
Charles Kessler nait à Nancy (Meurthe) le 17 novembre 1836. Il est le fils de Joseph Kessler et de Charlotte Kosmann.
Il entre à l'École spéciale militaire de Saint-Cyr en 1855 et fait partie de la promotion du Prince impérial (1855-1857) ;  il intègre ensuite l’École d’application d’état-major en 1858.
Entre 1860 et 1862 puis entre1867 et 1870 il sert en Algérie. Il participe à la guerre franco-allemande de 1870. En juillet 1870 il est officier à l’état-major du 1er corps de l’armée du Rhin. Le 2 septembre 1870 il est fait prisonnier à lors de la bataille de Sedan. De mars 1871 à juin 1871 il sert dans l'Armée versaillaise.
Devenu membre de l’infanterie, il intègre successivement plusieurs états-majors de grandes unités en France, en Algérie (1882-1884) et au Tonkin (1885-1886). Il commande ensuite le 35e régiment d'infanterie avant de passer chef de cabinet du ministre de la Guerre en juin 1887. Il est nommé général de brigade en 1889 puis général de division en 1895. Il commande le 10e puis le 6e corps d’armée. 
En 1897 il se marie avec Jeanne Alphonsine Eugénie Salvetat. 
En 1899, il est nommé membre du Conseil supérieur de la guerre.